# 胡安·克鲁斯·索尔
胡安·克鲁斯·索尔·奥里亚（西班牙語：Juan Cruz Sol Oria，1947年9月13日—2020年11月10日），西班牙足球运动员，司职后卫。

## 生平
1947年生于巴斯克地区的埃尔戈伊瓦尔。16岁时在球探卡洛斯·伊特拉斯佩的介绍下加入巴伦西亚球队。1965年9月4日参加生涯首场甲级联赛。1970年2月11日在对阵西德的比赛中代表西班牙国家队首次亮相。1975年签约皇家马德里，四年里随队赢得3次西甲联赛冠军。1981年退役。
2020年11月10日逝世。
| #  | 日期          | 场所                   | 对手 | 比分 | 结果 | 比赛类型           |
| -- | ------------- | ---------------------- | ---- | ---- | ---- | ------------------ |
| 1. | 1973年2月21日 | 西班牙马拉加玫瑰园球场 | 希腊 | 2–1  | 3–1  | 1974年世界杯资格赛 |

## 战绩
巴伦西亚
- 1 西甲: 1970–71
- 1 國王盃: 1966–67
- 1 欧洲杯赛冠军杯: 1979–80
- 1 歐洲超級盃: 1980

皇家马德里
- 西甲: 1975–76, 1977–78, 1978–79